# Orden del Verbo Encarnado y del Santísimo Sacramento
La Orden del Verbo Encarnado y del Santísimo Sacramento (nombre original en francés: Ordre du Verbe incarné et du Très-Saint-Sacrement) es una orden monástica católica femenina de derecho pontificio, fundada en Francia en el siglo XVII por Jeanne de Matel Chézard.

## Historia

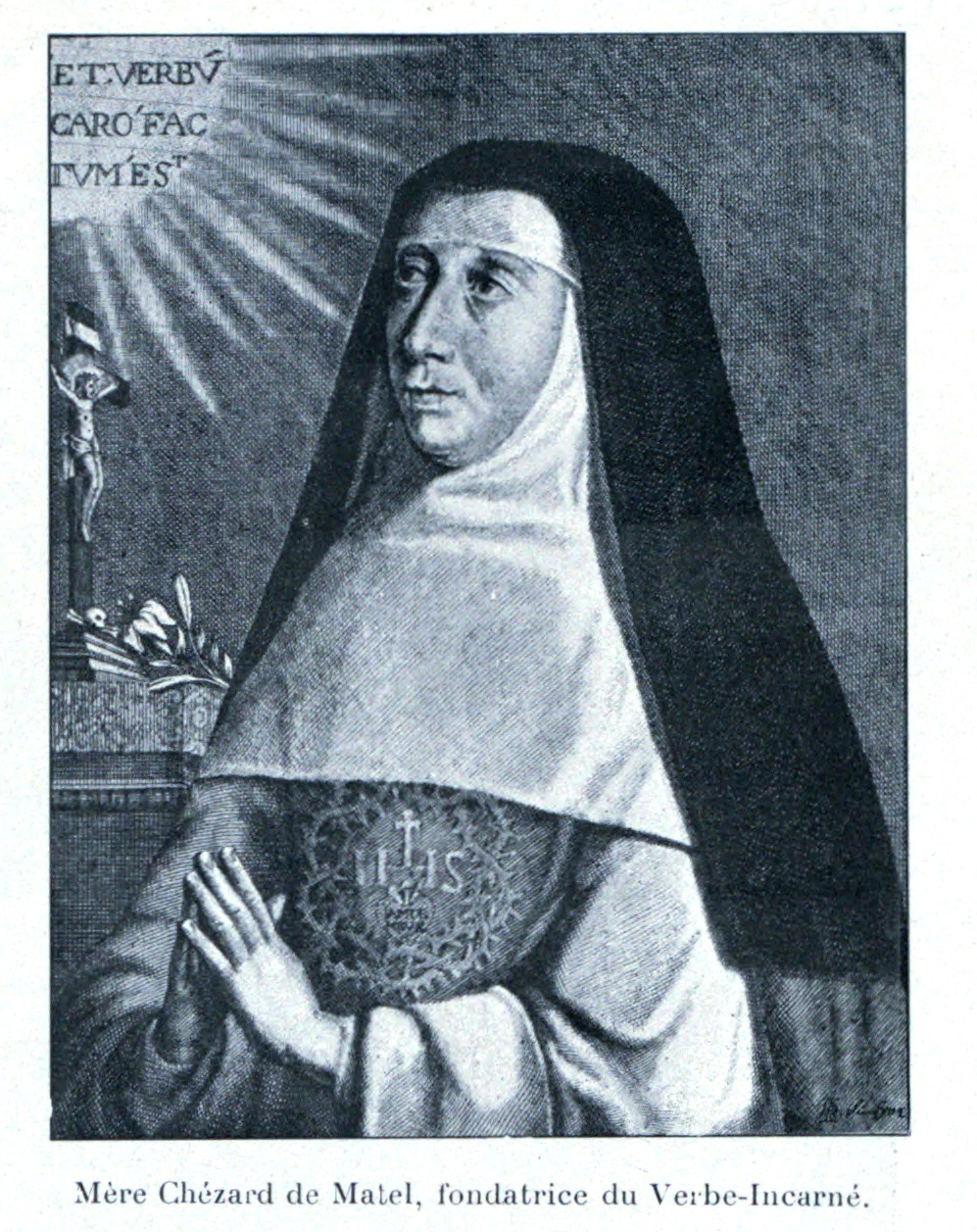
Jeanne Chézard de Matel, fundadora de la Orden del Verbo Encarnado y del Santísimo Sacramento.

### Orígenes
Los orígenes de la Orden del Verbo Encarnado y del Santísimo Sacramento resalen al 1625, cuando Jeanne Chézard de Matel (1596-1670), con el permiso del arzobispo de Lyon Denis-Simon de Marquemont, abrió una escuela en Roanne y organizó una comunidad de religiosas maestras para su administración. 
En 1627 la comunidad se trasladó a Lyon , pero Alphonse-Louis du Plessis de Richelieu, el nuevo arzobispo de la ciudad, negó el apoyo al nuevo instituto, razón por la cual la fundadora tuvo que trasladarse de nuevo en 1639 a Aviñón, con el apoyo de los Jesuitas. El 15 de diciembre de ese mismo año tomaron el hábito las primeras cinco religiosas de la Orden.
Luego de los monasterios de Lyon y de Aviñón, las monjas fundaron Grenoble en 1643 y París en 1644. Dopo i monasteri di Lione e Avignone, sorsero case a Grenoble (1643) e Parigi (1644).
Las Constituciones definitivas de las monjas del Verbo Encarnado, basadas sobre la Regla de San Agustín, fueron publicadas en 1662. En ellas establecían que el fin del instituto era la educación de las jóvenes. El sistema administrativo de la nueva Orden era basado en la antigua categoría de monasterios autónomos. 
En 1668 la fundadora, sin ser aún monja, obtuvo del legado pontificio, cardenal Luis de Vendôme, el permiso para emitir los votos sin haber terminado su noviciado. 
El hábito de las monjas estaba compuesto de una túnica blanca, cintura, calzado, capa y escapulario rojos. Sobre el escapulario se colocaba el símbolo de la Orden, un monogramma de Cristo y el Corazón de Jesús en el interior de una corona de espinas. 
En los años sucesivos a la muerte de la fundadora, la Orden se expandió por Francia con la fundación de los monasterios de Sarrians en 1683, Orange en 1687, Roquemaure y Anduze en 1697. 

### Supresión, restauración y difusión

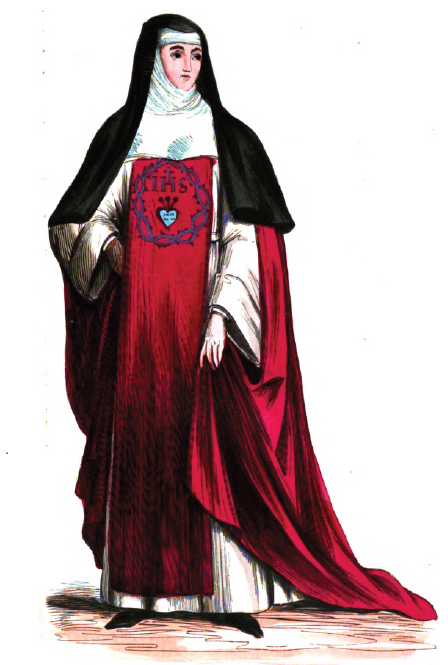
El hábito de las monjas del Verbo Encarnado en un dibujo del.

Las monjas del Verbo Encarnado fueron suprimidas durante la Revolución francesa. La Orden se restauró en Azerables en 1816 y en Lyon en 1833, gracias al apoyo del religioso francés Esteban Denis, considerado por los miembros de la Orden, el restaurador de la misma. 
A mediados del siglo XIX se embarcaron las primeras religiosas rumbo a América con el fin de fundar un monasterio en Brownsville, Texas (Estados Unidos). En 1853 se construyó el primer monasterio de esa ciudad, importante para la historia del instituto, de donde inició a la difusión de la Orden en América. Estas comunidades monásticas, para poder administrar mejor las escuelas parroquiales y abrirse al apostolado misionero, iniciaron a unirse en congregaciones religiosas de régimen centralizado, así surgieron varias ramas de Hermanas del Verbo Encarnado, la primera de ellas fue el de las Religiosas del Verbo Encarnado que en 1929 se unieron bajo la casa general en Ciudad de México.
Los monasterios franceses permanecieron autónomos, respetando el fin contemplativo con el que fueron fundados. Luego de las leyes anticongregacionistas de 1902, quedaron en Francia solo tres monasterios, Lyon, Azerables y Évaux-les-Bains.

## Actividad y presencia
Las hermanas del Verbo encarnado se dedican a la contemplación del misterio cristiano de la Encarnación de Jesucristo. En 2011 los monasterios autónomos de la Orden eran 6, todos en Francia, con un número de 122 monjas.